# Mannen i brunt
Mannen i brunt är en detektivroman av Agatha Christie, första gången publicerad i Storbritannien den 22 augusti 1924 och i USA senare samma år. Karaktären Överste Race introduceras i romanen.
Anne Beddingfeld är singel och redo för äventyr när ett sådant ramlar över henne. Hon ser en man dö på en tunnelbanestation och plockar upp en papperslapp i närheten. Meddelandet leder henne till Sydafrika medan hon får tag i fler och fler pusselbitar om dödsfallet som hon bevittnade. Ett mord sker i England påföljande dag och mördaren försöket döda henne på skeppet till Kapstaden.
De tidiga kapitlen utspelas i London och de senare i Kapstaden, Bulawayo och på en påhittad ö i Zambezi. Handlingen involverar även en agent provocateur som önskar dra sig tillbaka och som har eliminerat sina forna agenter.
Vid publiceringen var recensionerna blandade då några hoppades på ytterligare en bok med Hercule Poirot, medan andra gillade den nya skrivstilen och var övertygade om att läsarna skulle uppskatta att läsa slutet för att få veta vem mördaren var. En senare recension gillade romanens början medan slutet inte höll samma mått som inledningen. Recensenten gillade inte att historien utvecklades till en thrillerroman.

## Historia
Efter färdigställandet i slutet av 1923, gick Mannen i brunt först som följetong i Evening News under titeln Anne the Adventurous. Den gick i femtio nummer från torsdagen den 29 november 1923 till måndagen den 28 januari 1924. Det gjordes smärre ändringar i texten, antingen för att göra inledningen av en del begriplig (t.ex. genom att ändra "Hon då..." till "Anne då..."), eller utelämna små meningar eller ord. Den största förändringen var i kapitelindelningen. Den publicerade boken har 36 kapitel medan följetongen bara har 28 kapitel.
I sin självbiografi från 1977 refererar Christie till den som Anna the Adventuress. Ändringen från hennes föredragna titel var inte hennes eget val och tidningens val var ett som hon ansåg vara "den mest fåniga titel som jag någonsin har hört". Hon hade dock inga invändningar eftersom Evening News betalade henne 500 pund (30 339 pund i dagens penningvärde) för serierättigheterna, som hon och hennes familj ansåg vara en enorm summa. På förslag av sin förste make Archie använde Christie pengarna till att köpa en grå, flasknosad Morris Cowley. Hon uppgav senare att förvärvet av en egen bil rankades tillsammans med middagen på Buckingham Palace som en av de två mest spännande händelserna i hennes liv.
Christie var mindre nöjd med bokens omslag och klagade till Bodley Head att illustrationen, av en icke namngiven konstnär, såg ut som om incidenten på tunnelbanestationen inträffade under "medeltiden", när hon ville ha något "tydligare, mer bestämt och modernt".  Bodley Head var angelägna om att skriva på ett nytt kontrakt med Christie, som nu insåg hennes potential, men hon ville gå vidare eftersom hon kände att "de inte hade behandlat en ung författare rättvist". Den amerikanska följetongen publicerades i Blue Book i tre omgångar från september (volym 39, nummer 5) till november 1924 (volym 40, nummer 1) där varje nummer innehöll en okrediterad illustration.

### Dedikation
Christies dedikation i boken lyder:
"Till E.A.B. Till minne av en resa, några lejonhistorier och en önskan om att jag en dag skulle skriva Mysteriet med Kvarnhuset".
"E A B" syftar på major E A Belcher (se Romanens utveckling nedan).

## Karaktärer
- Anne Beddingfeld: barnhemsbarn, berömd arkeolog
- Anita Grünberg: vacker kvinna, alias dansösen Nadina, alias Mrs de Castina, alias Mrs Grey, hon var en gång "Överstens" agent. Hon mördades i The Mill House.
- John Harold Eardsley: son till Sir Laurence Eardsley, den sydafrikanske gruvmagnaten som dog en månad innan Anne gick ombord på skeppet, alias Harry Lucas, alias Harry Rayburn. Han stred i Första världskriget. Han och vännen Harry letar diamanter i Brittiska Guyana.
- Harry Lucas: vän till John Eardsley, dödad under Första världskriget.
- Överste Race: en avlägsen kusin till Sir Laurence Eardsley som arbetet för engelska regeringen som spion eller detektiv. Han är beryktad som lejonjägare i Afrika och är en rik man.
- Suzanne, the Hon. Mrs Clarence Blair: en societetsdam som blir vän med.
- Sir Eustace Pedler: en förmögen parlamentsledamot och affärsman.
- Guy Pagett: Sir Eustace Pedlers sekreterare.
- Arthur Minks: alias kyrkoherden Edward Chichester, alias Miss Pettigrew, alias greve Sergius Pavlovitj, och en av "Överstens" agenter. Han går med på att samarbete med Harry Rayburn, och använder sin skådespelartalang i sina många karaktärer.
- Mr Flemming: jurist, och hans hustru: Annes hyresvärdinna efter faderns död.
- L B Carton: Anita Grünbergs make, en diamantletare för De Beers i Sydafrika. Han dog på Hyde Parks tunnelbanestation.
- Kriminalinspektör Meadows: Scotland Yard-detektiv som avfärdar Annes bevis angående mordet i The Mill House som oviktigt.
- Lord Nasby: ägare till Daily Budget och Annes arbetsgivare.
- Den rödskäggige holländaren: en av "Överstens" agenter.
- Mrs Caroline James: hustru till trädgårdsmästaren på The Mill House, som ger nycklar till viktiga hyresgäster.
- Översten: kriminell hjärna och mördare vars identitet är dold under stor del av historien; han visar sig vara Sir Eustace Pedler och undgår rättvisan genom att fly till Sydamerika.

## Handling
Nadina, en dansös i Paris, och greve Sergius Pavlovitj, båda i tjänst hos "Översten", en internationell Agent provocateur, planerar att utpressa honom för att förindra att han drar sig tillbaka och lämnar sina agenter i sticket.
Anne Beddingfeld blir vittne till en olycka på tunnelbanestationen Hyde Park Corner när en man faller ner på spåret. Anne plockar upp en papperslapp som den undersökande läkaren tappade. På lappen står det "17.1 22 Kilmorden Castle" och en order till en agent att besöka Mill House i Marlow där en död kvinna påträffas dagen därpå. En ung man i brun kostym blir misstänkt då han gick in i huset kort tid efter den döda kvinnan.
Anne inser att undersökningen av den döda mannen var konstig och besöker Mill House där hon påträffar en burk med oframkallad film, och hon får reda på att 'Kilmorden Castle' är ett fartyg och hon bokar en plats på det. Ombord på skeppet möter hon Suzanne Blair, överste Race och Sir Eustace Pedler och dennes sekreterare Guy Paget, samt Harry Rayburn.
Överste Race berättar historien om en diamantstöld några år tillbaka som antogs utfördes av sonen till en sydafrikansk guldmagnat, John Eardsley, och hans vän Harry Lucas. Vännerna tog värvning tillsammans och John dödades och hans fars stora förmögenhet gick till hans närmaste släkting, överste Race. Lucas antogs vara "saknad i strid".
Anne och Suzanne undersöker papperslappen som Anne hittade nere i tunnelbanan och inser att den kan syfta på hytt 71, Suzannes hytt, ursprungligen bokad av en kvinna som aldrig dök upp. Anne kopplar samman filmrullen i Mill House med en filmburk som innehåller oslipade diamanter som påträffades i Suzannes hytt tidigt på morgonen den 22. De spekulerar att Harry Rayburn är Mannen i brunt.
I Kapstaden luras Anne iväg till ett hus i Muizenberg, där hon blir tillfångatagen men lyckas fly nästa morgon och återvänder till Kapstaden där Harry är efterlyst som Mannen i brunt och är nu försvunnen. Pedler erbjuder Anne rollen som sekreterare på hans tågresa till Rhodesia och hon antar erbjudandet i sista sekundern, och återförenas med Race, Suzanne och Pedler, som nu har en ny sekretetare vid namn Miss Pettigrew.
I Bulawayo mottar Anne ett meddelande från Harry som för henne till en ravid nära hotellet. Hon jagas och faller ner i ravinen. Nästan en månad senare vaknar Anne i en hydda på en ö i Zambezi med Harry Rayburn, som räddade henne. Anne och Harry blir förälskade och Harry berättar att han och John båda var kära i Anita/Nadina men hon bedrog dem båda. Carter, hennes make, föll ner på spåret efter chocken att se Harry igen. Harry erkänner att han är mannen i brunt men nekar till att ha dödat Anita. Harrys ö attackeras men de två undkommer, och Anne återvänder till Pedlers fest. De utbyter koder att användas i kommande kommunikation så att ingen av dem kan luras igen. Anne får ett telegram från Harry om ett möte men utan kod. 
Anne möter istället Chichester, alias Miss Pettigrew. Hon förs till Sir Eustace där Pedler tvingar Anne att skriva ett medddelande till Harry för att lura honom. Harry dyker upp till Pedlers glädje men Anne tar fram en pistol och hotar Pedler. Race dyker upp med förstärkning men Sir Eustace lyckas fly. Race berättar att Harry är John Eardsley, inte Harry Lucas. Harry erkänner att den stora förmögenheten skrämde honom och han nu funnit lyckan med Anne. De gifter sig och bosätter sig på ön med sin son.

## Litterär betydelse och mottagande
The Times Literary Supplement recenserade romanen den 25 september 1924. Recensionen uppskattade bokens "thriller-till-äventyr"-stil och avslutade: "Författaren ställer så många frågor till läsaren i sin historia, frågor som säkerligen kommer besvaras felaktigt, att alla kommer bli lurade och även den mest erfarne läsaren av romantik kommer misslyckas att styra en osviklig kurs och nå lösningens hamn på grund av all kvicksand och blodpölar, diamanter, hemliga agenter, förklädnader, kidnappningar och våld varmed mysteriet kantas av."
Den anonyme recensenten i The Observer (7 september 1924) skrev: "Miss Christie har åstadkommit en djärv och en beklagansvärd sak i boken. Hon har gjort sig av med Hercule Poirot, hennes egen Sherlock Holmes, vars närvaro och älskvärdhet och ofelbarhet var anledningen till framgången med hennes tidigare bok." Efter att ha jämfört Poirot med Harry  Rayburn fortsatte recensenten med att säga att boken: "kommer bli en besvikelse för dem som minns En dos stryknin. Det är en utsökt och genial komplexitet, på sitt sätt, men den kunde lika gärna ha skrivits av en rad ivriga konkurrenter som nu trängs på sluttningen av Parnassos. Man nästan anar att fröken Christie överväger att byta ut Conan Doyles mantel för fröken Dell; en vansklig manöver då de två författarinnorna är så olika i smak och sympatier." Recensenten fortsatte med att "bokens plan är ganska förvirrad. Det finns en prolog som inte länkas samman med resten av historien under en avsevärd tidsrymd; och idén med alternativa delar från hjältinnans och Sir Eustace Pedlers dagböcker rättfärdigas inte av de glimtar de skänker av de underhållande men ökända karaktärerna. En sak som några läsare kommer reagera på är skurkens trovärdighet; med bestämdhet är han en romantyp. Boken, liksom alla Christies verk, är skriven med glöd och humor."
Robert Barnard sa om romanen att den var "skriven under och om en resa till södra Afrika, den öppnar trevligt men en hjältinna och hennes arkeologfader (Agathas intresse för ämnet var före-Max), och den har några nöjsamma mellanspel i skurkens dagbok. Men den urartar till hennes sedvanliga thrillerämnen, och handlingen skulle förmodligen inte klara en noggrann undersökning, om någon skulle ta på sig den uppgiften."
Liksom Den hemlighetsfulle motståndaren är Mannen i brunt mindre av en detektivroman än en thriller typisk för sin tid. Den följer Anne Beddingfeld som blir vittne till hur en man dödas i tunnelbanan och senare blir inblandad i en värld av diamanttjuvar, mördare och politisk intrig i Sydafrika. Överste Race gör sitt första uppdykande i romanen; han återkommer senare i Korten på bordet, Cyankalium och champagne och Döden på Nilen.

## Romanens utveckling
Boken har några parallella händelser med den jordenruntresa som Christie gjorde 1924 med sin första make Archie Christie och dennes lärare på universitetet, Major E A Belcher. Resan varade från 20 januari till 1 december 1922. Det var på den resan som Christie skrev de korta noveller som skulle bli Poirots små grå celler (1924) och det mesta av innehållet i Poirots problem, publicerad 1974.
Före avresan dinerade Belcher med paret Christie och föreslog att handlingen i en mysterierolan kunde utspelas i hans hem, the Mill House i Dorney och gav boken titeln The Mystery of the Mill House; och hade även insisterat på att själv förekomma i boken. Belcher är inspiration till centralkaraktären Sir Eustace Pedler. The Mill House förekommer i boken, men då belägen i Marlow.
Christie fann Belcher "barnslig, elak och något jobbig som person; 'Aldrig till denna dag har jag lyckats bli av med en smygande tillgivenhet för Sir Eustace' skrev Agatha om den fiktiviserade Belcher, en huvudkaraktär i Mannen i brunt. 'Jag vågar påstå att det är klandervärt, men så ligger det till'."

## Bearbetningar

### TV

#### Amerikansk version
Mannen i den brunt sändes i USA den 4 januari 1989, filmatiserad av Alan Shayne Productions, i samarbete med Warner Brothers Television. Den utspelar sig i en senare tid än 1920-talet och många detaljer har ändrats som ett resultat av detta: miljön är till exempel Kairo. Åtminstone en recensent tyckte att berättelsen var bristfällig och tyckte att de adaptioner av Christies romaner som visades på PBS i USA klarade sig bättre än den här som sändes på CBS.
Regissör: Alan Grint
Huvudrollsinnehavare:
- Stephanie Zimbalist - Anne Beddingfeld
- Rue McClanahan - Suzy Blair
- Tony Randall - Pastor Edward Chichester
- Edward Woodward - Sir Eustace Pedler
- Ken Howard - Gordon Race
- Nickolas Grace - Guy Underhill
- Simon Dutton - Harry Lucas
- María Casal - Anita
- Federico Luciano - Leo Carton
- Rose McVeigh - Valerie

#### Fransk version
Romanen filmatiserades 2017 som ett avsnitt av den franska tv-serien Les Petits Meurtres d'Agatha Christie.

### Serieroman
Romanen släpptes av HarperCollins som en serieroman den 16 juli 2007, och den 3 december 2007 filmatiserades den av Hughot och illustrerades av Bairi (ISBN 0-00-725062-2). Detta är en översättning från den utgåva som först publicerades i Frankrike av Emmanuel Proust éditions 2005 under titeln L'Homme au complet marron.